# Station Lochailort
Station Lochailort is een spoorwegstation van de National Rail aan de West Highland Line in het gelijknamige dorp Lochailort in Schotland. Het station is eigendom van Network Rail en wordt beheerd door ScotRail. 